# Boek van de Noordelijke Qi
Het Boek van de Noordelijke Qi of Beiqishu is een van de boeken uit de Vierentwintig Geschiedenissen, de verzameling officiële geschiedenissen van Chinese keizerlijke dynastieën. Het boek is samengesteld door Li Baiyao (李百藥, 565-648), werd gepresenteerd in 636 en beschrijft de geschiedenis van de Oostelijke Wei (534-550) en de Noordelijke Qi-dynastie (550-577), beide behorende tot de Noordelijke Dynastieën.

## Ontstaan
In 629 (of 630) gaf de Tang keizer Taizong opdracht tot samenstelling van een officiële geschiedenis van vijf voorafgaande dynastieën, de Liang, Chen, Qi, Zhou en Sui. Hiervoor werd een 'Historiografisch Bureau' (shi guan, 史館) opgericht, verbonden aan het Keizerlijk Secretariaat.
Li Baiyao kreeg vervolgens opdracht een geschiedenis van de Noordelijke Qi-dynastie samen te stellen. Onder de Sui-dynastie waren reeds diverse werken over de geschiedenis van de Qi-dynastie samengesteld, waaronder Qi zhi (齊志) door Wang Shao (王劭), Qi ji (齊紀, 30 juan) door Cui Zifa (崔子發) en Qishu (齊書) door Li Delin (李德林, 531-591), vader van Li Baiyao. Bij het samenstellen van zijn geschiedenis heeft Li Baiyao met name gebruik gemaakt van dat laatste werk. Hij voltooide zijn boek in 636 toen het werd gepresenteerd aan de keizer onder de titel Qishu (齊書), tegelijk met vier andere werken, het Boek van de Liang, Boek van de Chen, Boek van de Zhou en Boek van de Sui. Tijdens de Song-dynastie werd het woord bei (noord) aan de naam Qishu toegevoegd om een onderscheid te kunnen maken met Nanqishu (het Boek van de Zuidelijke Qi), een van de Zuidelijke Dynastieën.

## Verdere ontwikkeling
Het werk werd bekritiseerd door de historicus Liu Zhiji (661-721). Het onderscheid tussen keizerlijke annalen en biografieën zou te onduidelijk zijn, er lag te veel nadruk op details en Wei Shou, samensteller van het Boek van de Wei zou in zijn biografie te gunstig zijn beschreven. Door de verschijning in 659 van de Geschiedenis van het Noorden (Beishi), waarin de noordelijke dynastieën als een geheel zijn beschreven, raakte Beiqishu langzaam in de vergetelheid en dreigde te verdwijnen. Zo waren er volgens historicus Qian Daxin (錢大昕, 1728~1804) aan het begin van de 12e eeuw slechts 17 van de oorspronkelijke 50 juan overgebleven: juan 4 (biografie van Gao Yang, de eerste keizer van de Noordelijke Qi), juan 13,  juan 16-25 en juan 41-45. Om het oorspronkelijk werk te kunnen reconstrueren is toen vooral gebruik gemaakt van Beishi (dat talrijke citaten uit de oorspronkelijke Beiqishu bevatte), maar ook van (het niet bewaard gebleven) Gaoshi xiaoshi (高氏小史)，samengesteld door de Tang-historicus Gao Jun (高峻). Dit verklaart waarom er in de huidige versie veel afwijkingen in de volgorde van de teksten zitten en dat beschreven gebeurtenissen elkaar vaak tegenspreken. Ook gebruikt het oorspronkelijk werk bij de beschrijving van keizers hun tempelnaam, terwijl ze in de gereconstrueerde hoofdstukken onder hun postume naam staan vermeld.

## Inhoud
Het huidige werk bevat 50 juan en volgt de vorm van jizhuanti van Shiji en de Hanshu, zij het dat slechts twee van de vijf mogelijke categorieën daadwerkelijk zijn gebruikt. De verhandelingen die horen bij de Noordelijke Qi zijn samen met die van Liang (502-557), Chen (557-589), Noordelijke Zhou (557-581) en Sui (581-618) behandeld in een eigen boek, Wudaishi zhi (五代史志 Verhandelingen van de vijf dynastieke geschiedenissen) dat later een integraal onderdeel werd van het Boek van de Sui.
In sommige teksten wordt spreektaal gebruikt. Twaalf juan eindigen met een commentaar (lun, 論) van de samensteller, gevolgd door een berijmde eulogie (lofrede, (zan, 讚).
| dynastieke geschiedenis | benji (annalen) | shijia (erfelijke geslachten | biao (tabellen) | zhi (verhandelingen) | liezhuan (biografieën) | Totaal aantal juan |
| ----------------------- | --------------- | ---------------------------- | --------------- | -------------------- | ---------------------- | ------------------ |
| Beiqishu                | 8               | -                            | -               | -                    | 42                     | 50                 |

### Annalen
Ji (紀, annalen), 8 juan. Keizerlijke biografieën in strikt annalistische vorm die een chronologisch overzicht bieden van de belangrijkste gebeurtenissen, bezien vanuit het keizerlijke hof. Gao Huan en Gao Cheng (juan 1-3) waren geen keizer, maar regent voor de (enige) keizer van de Oostelijke Wei-dynastie. De annalen van die keizer bevinden zich in juan 12 van het Boek van de Wei. De eerste keizer van de Noordelijke Qi was Gao Yang (juan 4). In de keizerlijke annalen wordt verder Gao Yanzong (高延宗, †577), ook bekend als de prins van Ande (安德王) en keizer voor een korte periode in 577, overgeslagen. Zijn biografie staat in juan 11 onder de zonen van Gao Cheng.
Juan 1-8:
| juan  | Titel                     | Vertaling                            | Opmerkingen |
| ----- | ------------------------- | ------------------------------------ | --- |
| 1. 2. | Shenwudi (神武帝)         | keizer Shenwu                        | Bedoeld is Gao Huan (高歡, 496–547), sinds 534 regent en daarmee feitelijk machthebber onder de Oostelijke Wei-dynastie, postume naam: keizer Shenwu (北齊神武帝, Shenwudi) |
| 3.    | Wenxiangdi (文襄帝)       | keizer Wenxiang                      | Bedoeld is Gao Cheng (高澄, 521–549), regent en daarmee feitelijk machthebber onder de Oostelijke Wei-dynastie, postume naam: keizer Wenxiang (北齊文襄皇帝, Wenxiangdi) |
| 4.    | Wenxuandi (文宣帝)        | keizer Wenxuan                       | Annalen van keizer Wenxuan (北齊文宣帝, r.550-559). Bedoeld is Gao Yang (高洋, 526–559), de eerste keizer van de Noordelijke Qi. |
| 5.    | Feidi (廢帝)              | De afgezette keizer                  | Annalen van keizer Fei (北齊廢帝, r.559-560, de afgezette keizer van de Noordelijke Qi). Bedoeld is Gao Yin ((高殷, 545–561), postume naam: prins Mindao van Ji'nan (濟南閔悼王). |
| 6.    | Xiaozhaodi (孝昭帝)       | keizer Xiaozhao                      | Annalen van keizer keizer Xiaozhao (北齊孝昭帝, r.560-561). Bedoeld is Gao Yan (高演, 535–561). |
| 7.    | Wuchengdi (武成帝)        | keizer Wucheng                       | Annalen van keizer Wucheng (北齊武成帝, r.561-564). Bedoeld is Gao Zhan (高湛, 537–569). |
| 8.    | Houzhu Youzhu (後主 幼主) | de laatste heerser, de jonge heerser | Bedoeld zijn de annalen van: - Houzhu van de Noordelijke Qi (Beiqi Houzhu, 北齊後主, r.565-577, de laatste heerser van de Noordelijke Qi). Bedoeld is Gao Wei (高緯, 557-577) - Youzhu van de Noordelijke Qi (Beiqi Youzhu, 北齊幼主, r.577, de jonge heerser van de Noordelijke Qi). Bedoeld is Gao Heng (高恆, 570–577), oudste zoon van Gao Wei. |

### Exemplarische overleveringen
Liezhuan (列傳, exemplarische overleveringen, vaak aangeduid als biografieën), 42 juan. Biografieën van belangrijke personen. De biografie beperkte zich tot het beschrijven van gebeurtenissen die het exemplarische karakter van de betreffende persoon duidelijk moesten maken. Juan 9 bevat biografieën van keizerinnen en juan 10-14 die van keizerlijke prinsen. Juan 28 en 38 omvat biografieën van afstammelingen van heersers van de Noordelijke Wei-dynastie, juan 33 die van de Liang-dynastie, een van de Zuidelijke Dynastieën en juan 40 die van de Noordelijke Yan en Xia, twee van de door Noordelijke Wei veroverde staten uit de Periode van de Zestien Koninkrijken. Slechts twee juan (36 en 37) behandelen elk één individu. Vanaf juan 44 zijn er collectieve biografieën, waarbij de beschreven personen in categorieën zijn geplaatst.
Juan 9-50:
| juan | Titel | Vertaling | Opmerkingen |
| ---- | --- | --- | --- |
| 9.   | hougong liezhuan (後宮 列傳) | biografieën van keizerinnen | Genoemd worden: - Shenwu Lou hou (神武婁后): Lou Zhaojun (婁昭君, 501–562), keizerin van Gao Huan (zijn postume naam: keizer Shenwu (北齊神武帝, Shenwu Huangdi). Haar postume naam werd keizerin Ming (明皇后). - Wenxiang Yuan hou (文襄元后): clannaam Yuan (zij was een zus van keizer Xiaojing van de Oostelijke Wei-dynastie, prinses Pingyi (馮翊公主, †tussen 570 en 576) was de vrouw van Gao Cheng (zijn postume naam: keizer Wenxiang (北齊文襄皇帝, Wenxiang Huangdi). Na de moord op haar echtgenoot in 549 werd haar formele naam in 550 keizerin Wenxiang (文襄皇后) en postuum ontving zij de titel keizerin Wenxiang Jing (文襄敬皇后). - Wenxuan Li hou (文宣李后), Li Zu'e (李祖娥), was keizerin van keizer Wenxuan (北齊文宣帝, r.550-559), de eerste keizer van de Noordelijke Qi. Hij maakte haar tot keizerin Wenxuan (文宣皇后) ondanks verzet dat zij geen Xianbei was, maar van Han-Chinese afkomst. Na de dood van haar echtgenoot in 559 werd zij keizerin-weduwe. Die titel verloor zij in 560, zij werd sindsdien keizerin Zhaoxin (昭信皇后) genoemd, naar de naam van haar residentie. Na een afgedwongen seksuele relatie met keizer Wucheng werd zij in 562 verjaagd van het hof en in een boeddhistisch klooster geplaatst. - Xiaozhao Yuan hou (孝昭元后), met clannaam Yuan (元), was als keizerin Xiaozhao (孝昭元后), keizerin van keizer Xiaozhao (北齊孝昭帝, r.560-561). Na zijn dood werd zij ook bekend als keizerin Shuncheng (順成皇后), naar de naam van haar residentie. Na de val van Noordelijk Qi in 577 werd zij meegevoerd naar Chang'an, hoofdstad van Noordelijk Zhou, maar kreeg in 580 toestemming terug te keren. - Wucheng Hu hou (武成胡后, †na 581), met clannaam Hu (胡). Zij huwde Gao Zhan in 544 en werd na zijn proclamatie tot keizer benoemd tot keizerin Wucheng hou. Zij kreeg twee zoons, Gao Wei en Gao Yan. Toen Wucheng in 565 vrijwillig aftrad als keizer werd zij Taishang Huanghou (太上皇后, de afgetreden keizerin). Na zijn dood in 568 ontving zij van haar zoon Gao Wei de titel keizerin-weduwe. Zij bleef een machtsfactor van betekenis aan het hof. Na de val van Noordelijk Qi in 577 werd zij meegevoerd naar Chang'an, hoofdstad van Noordelijk Zhou. Zij is uiteindelijk in een onbekend jaar overleden onder keizer Wen van Sui (r.581–604). Drie keizerinnen van Houzhu: - Houzhu Hulü hou (後主斛律后), Gao Wei huwde als kroonprins een dochter van generaal Hulü Guang (zie: juan 17). Na de proclamatie van Gao Wei tot keizer in 565 (hij was toen 8 jaar) werd zij aangewezen als zijn keizerin Houzhu Hulü hou. Zij kregen in 572 een dochter. De keizerin verloor haar titel toen haar vader, Hulü Guang in 572 werd geëxecuteerd. Na de val van Noordelijk Qi in 577 huwde zij Yuan Ren (元仁), een functionaris onder Noordelijke Zhou en is uiteindelijk in een onbekend jaar overleden. - Houzhu Hu hou (後主胡后), was een dochter van Hu Changren (胡長仁), een broer van keizerin Hu, de moeder van Gao Wei (en daarmee zijn nicht). Nadat zijn eerste keizerin haar titel was kwijtgeraakt, benoemde Gao Wei haar in 572 onder druk van zijn moeder tot keizerin (Houzhu Hu hou). Toen Gao Wei eind 572 zijn concubine Mu ook tot keizerin benoemde, kreeg keizerin Hu de titel "linker keizerin" (左皇后). Na intriges verloor zij begin 573 haar titel en werd op aandringen van keizerin-weduwe Hu van het hof verbannen. Na de val van Noordelijk Qi in 577 werd zij meegevoerd naar Chang'an, hoofdstad van Noordelijk Zhou. Daar huwde zij een verder onbekende functionaris. Ook haar jaar van overlijden is niet bekend. - Houzhu Mu hou (後主穆后), Mu Yeli (穆邪利) was een concubine van Gao Wei en werd in 570 moeder van Gao Heng, zijn eerste zoon. In 572 benoemde Gao Wei haar ook tot keizerin (naast keizerin Hu). Keizerin Mu kreeg als titel "rechter keizerin" (右皇后) en Hu werd zijn "linker keizerin" (左皇后). Toen keizerin Hu in 573 van het hof werd verbannen, bleef Mu keizerin. In 577 trad Gao Wei af ten gunste van zijn zoontje Gao Heng. Keizerin Mu werd Taishang Huanghou (太上皇后, de afgetreden keizerin). Na de val van Noordelijk Qi in 577 werd zij meegevoerd naar Chang'an, hoofdstad van Noordelijk Zhou. Haar verdere lot is onbekend. |
| 10.  | Shenwu shiyi wang liezhuan (高祖十一王 列傳) | biografieën van elf prinsen van Shenwu | Bedoeld zijn 11 zonen van Gao Huan (高歡, 496–547), postume naam Shenwu Huangdi (北齊神武皇帝): - Yong'an Jianping wang (永安簡平王): Gao Jun (高浚, †558), prins Jianping van Yong'an (永安簡平王), 3e zoon - Pingyang Jingyi wang (平陽靖翼王): Gao Yan (高淹, 531–564), prins Jingyi van Pingyang (平陽靖翼王), 4e zoon - Pengcheng Jingsi wang (彭城景思王): Gao You (高浟, 533–564), prins Jingsi van Pengcheng (彭城景思王), 5e zoon - Shangdang Gangsu wang (上黨剛肅王): Gao Huan (高渙, 533–558), prins Gangsu van Shangdang (上黨剛肅王), 7e zoon - Xiang Chengjing wang (襄城景王): Gao Yu (高淯, 536–551), prins Chengjing van Xiang (襄城景王), 8e zoon - Rencheng wang (任城王): Gao Jie (高湝, 538–577), prins van Rencheng (任城王), 10e zoon - Gaoyang Kangmu wang (高陽康穆王): Gao Shi (高湜, 538–560), prins Kangmu van Gaoyang (高陽康穆王), 11e zoon - Boling Wenjian wang (博陵文簡王): Gao Ji (高濟, †569), prins Wenjian van Boling (博陵文簡王), 12e zoon - Huashan wang (華山王): Gao Ning (高凝), prins van Huashan (華山王), 13e zoon - Fengyi wang (馮翊王): Gao Run (高潤, 543–575), prins van Fengyi (馮翊王), 14e zoon - Hanyang Jinghuai wang (漢陽敬懷王): Gao Qia (高洽, 542–554), prins Jinghuai van Hanyang (漢陽敬懷王), 15e zoon |
| 11.  | Wenxiang liu wang liezhuan (文襄六王 列傳) | biografieën van zes prinsen van Wenxiang | Bedoeld zijn zes zonen van Gao Cheng (高澄, 521–549), postume naam Wenxiang Huangdi (北齊文襄皇帝): - Henan Kangshu wang (河南康舒王): Gao Xiaoyu (高孝瑜, †563), vanaf 550 prins Kangshu van Henan (河南康舒王), gedood in 563 door keizer Wucheng van Noordelijk Qi - Guangning wang (廣寧王): Gao Xiaoheng (高孝珩, †577), vanaf 560 prins van Guangning (廣寧王) - Hejian wang (河間王): Gao Xiaowan (高孝琬, 541-566), vanaf 550 prins van Hejian (河間王), overleed in 566 aan verwondingen hem aangedaan door keizer Wucheng van Noordelijk Qi - Lanling Wu wang (蘭陵武王): Gao Changgong (高長恭, †573), vanaf 560 prins Wu van Lanling (蘭陵武王), in 573 vergiftigd door Gao Wei - Ande wang (安德王): Gao Yanzong (高延宗, 544-577), vanaf 555 prins van Ande (安德王), verklaarde zichzelf tot keizer 576, in 577 terechtgesteld door keizer Wu van de Noordelijke Zhou. - Yuyang wang (漁陽王): Gao Shaoxin (高紹信, †577), prins van Yuyang (漁陽王), in 577 terechtgesteld door keizer Wu van de Noordelijke Zhou. |
| 12.  | Wenxuan si wang Xiaozhao liu wang Wucheng shi er wang Houzhu wu wang liezhuan (文宣四王 孝昭六王 武成十二王 後主五男 列傳) | biografieën van vier prinsen van Wenxuan, zes prinsen van Xiaozhao, twaalf prinsen van Wucheng en vijf prinsen van Houzhu | Vier zonen van keizer Wenxuan (北齊文宣帝, r.550-559). Bedoeld is Gao Yang (高洋, 526–559), de eerste keizer van de Noordelijke Qi: - Taiyuan wang (太原王): Gao Shaode (高紹德, 548–562), prins van Taiyuan (太原王 ), 2e zoon - Fanyang wang (范陽王): Gao Shaoyi (高紹義, †580), prins van Fanyang (范陽王), 3e zoon - Xihe wang (西河王): Gao Shaoren (高紹仁, †577), prins van Xihe (西河王), 4e zoon - Longxi wang (隴西王): Gao Shaolian (高紹廉, 553–577), prins van Longxi (隴西王), 5e zoon Zes zonen van keizer keizer Xiaozhao (北齊孝昭帝, r.560-561). Bedoeld is Gao Yan (高演, 535–561). In feite worden zeven prinsen genoemd: - Leling wang (樂陵王): Gao Bainian (高百年, 556–564), prins Leling Lianghuai (樂陵良懷王), 2e zoon, omdat hij de zoon van keizerin Xiaozhao was, werd hij toch kroonprins - Xiangcheng wang (襄城王): Gao Liang (高亮, 551–577), prins van Xiangcheng (襄城王), oudste zoon - Runan wang (汝南王): Gao Yanli (高彥理), prins van Runan (汝南王), 3e zoon - Shiping wang (始平王): Gao Yande (高彥德), prins van Shiping (始平王), 4e zoon - Chengyang wang (城陽王): Gao Yanji (高彥基), prins van Chengyang (城陽王), 5e zoon - Dingyang wang (定陽王): Gao Yankang (高彥康), prins van Dingyang (定陽王), 6e zoon - Ruyang wang (汝陽王): Gao Yanzhong (高彥忠), prins van Ruyang (汝陽王), 7e zoon Twaalf zonen van keizer Wucheng (北齊武成帝, r.561-564). Bedoeld is Gao Zhan (高湛, 537–569). - Nanyang wang (南陽王): Gao Chuo (高綽, 556–574), prins van Nanyang (南陽王), 1e zoon. Keizer Wucheng verklaarde later dat een andere zoon, Gao Wei (557-577) eerder was geboren en daarom werd aangewezen als kroonprins. Hij werd de latere keizer Houzhu (r.565-577) - Langxie wang (琅邪王): Gao Yan (高儼, 557–571), prins van Langxie (琅邪王), 3e zoon. Probeerde in 571 de macht van zijn broer Gao Wei over te nemen. Toen dit mislukte werd hij door Gao Wei terechtgesteld. Postuum: keizer Chugong'ai (楚恭哀皇帝). - Qi'an wang (齊安王): Gao Kuo (高廓, †577), prins van Qi'an (齊安王), 4e zoon - Beiping wang (北平王): Gao Zhen (高貞, †577), prins van Beiping (北平王), 5e zoon - Gaoping wang (髙平王): Gao Renying (高仁英, †594) prins van Gaoping (高平王), 6e zoon. Hij overleefde de moordpartij van 577 (samen met zijn eveneens gehandicapte broer Gao Renya, de 11e zoon) - Huainan wang (淮南王): Gao Renguang (高仁光, †577), prins van Huainan (淮南王), 7e zoon - Xihe wang (西河王): Gao Renji (高仁幾, †577), prins van Xihe (西河王), 8e zoon - Leping wang (樂平王): Gao Renyong (高仁邕, †577), prins van Leping (樂平王), 9e zoon - Yingchuan wang (潁川王): Gao Renjian (高仁儉, †577), prins van Yingchuan (潁川王), 10e zoon - Anle wang (安樂王): Gao Renya (高仁雅), prins van Anle (安樂王), 11e zoon. Hij overleefde de moordpartij van 577 (samen met zijn eveneens gehandicapte broer Gao Renying, de 6e zoon) - Danyang wang (丹楊王): Gao Renzhi (高仁直, †577), prins van Danyang (丹楊王), 12e zoon - Donghai wang (東海王): Gao Renqian (高仁謙, †577), prins van Donghai (東海王), 13e zoon Vijf zonen van Houzhu (Beiqi Houzhu, 北齊後主, r.565-577). Bedoeld is Gao Wei (高緯, 557-577): - Gao Heng (高恆, 570–578), 1e zoon, laatste keizer van Noordelijke Qi, 577) - Gao Ke (高恪, †572), prins van Dongping (東平王), 2e zoon - Gao Shande (高善德), 3e zoon - Gao Maide (高買德), 4e zoon - Gao Zhiqian (高質錢), 5e zoon |
| 13.  | Gao Chen Gao Rui Gao Yue Gao Mai liezhuan (趙郡王琛 子叡 清河王岳 子勱 列傳) | biografieën van Gao Chen, Gao Rui, Gao Yu, en Gao Mai | Genoemd worden: - Zhaojun wang (趙郡王琛): Gao Chen (高琛), prins van Zhaojun, broer van Gao Huan - Zi Rui (子叡): Gao Rui (高叡, 534-569), zoon - Qinghe wang (清河王岳): Gao Yue (高岳, 512-555), prins van Qinghe, neef van Gao Huan - Zi Mai (子勱): Gao Mai 高勱, 544-599), zoon |
| 14.  | Guangping Gongcheng Yangzhou Gong Yongle Di Zhangbi Prins van Xiangle Guo Prins van Shangluo Si Zong Zi Yuanhai Di Sihao Prins van Pingqin, Guiyan, Prins Pu van Wuxing; C,hangle, Gouverneur van Lingshan, Sizi Fuhu liezhuan (廣平公盛 陽州公永樂 弟長弼 襄樂王顯國 上洛王思宗 子元海 弟思好 平秦王歸彥 武興王普 長樂太守靈山 嗣子伏護 列傳) | biografieën van Guangping Gongcheng, Yangzhou Gong Yongle, Di Zhangbi, Prins van Xiangle Guo, Prins van Shangluo Si Zong, Zi Yuanhai, Di Sihao, Prins van Pingqin Guiyan, Prins Pu van Wuxing, Changle Gouverneur van Lingshan, Sizi Fuhu | Genoemd worden naaste familieleden van Gao Huan: - Guangping gong (廣平公): Gao Cheng 高盛, †536), hertog van Guangping (廣平公). - Yangzhou gong (陽州公): Gao Yongle (高永樂, 516-540), hertog van Yangzhou (陽州公). - Di Zhangbi (弟長弼): Gao Zhangbi (高長弼), jongere broer. - Xiangle wang (襄樂王): Gao Xianguo (高顯國), prins van Xiangle. - Shangluo wang (上洛王): Gao Sizong (高思宗), prins van Shangluo. - Zi Yuanhai (子元海): Gao Yuanhai (高元海, †578), zoon. - Di Sihao (弟思好): Gao Sihao (高思好, †574), broer. - Pingqin wang (平秦王): Gao Guiyan (高歸彥, †562), prins van Pingqin (平秦王), jongere broer van Gao Huan. - Wuxing wang (武興王): Gao Pu (高普), prins van Wuxing (武興王), neef van Gao Huan - Changle taishou Lingshan (長樂太守靈山): Gao Lingshan (高靈山). - Sizi Fuhu (嗣子伏護): Gao Fuhu (高伏護). |
| 15.  | Dou Tai Wei Jing Lou Zhao Lou Rui She Digan Han Gui Pan Le liezhuan (竇泰 尉景 婁昭 兄子叡 厙狄干 子士文 韓軌 潘樂 列傳) | biografieën van Dou Tai, Wei Jing, Lou Zhao, Lou Rui, She Digan, Han Gui en Pan Le | Genoemd worden: - Dou Tai (竇泰, 500-537) - Wei Jing (尉景, †547) - Wei Can (尉粲), zoon - Lou Zhao (婁昭) - Lou Dingyuan (婁定遠), zoon - Lou Rui (婁叡), zoon oudere broer van Zhao - She Digan (厙狄干, †553) - She Shiwen (厙士文) - Han Gui (韓軌, †554) - Pan Le (潘樂, 508-555) |
| 16.  | Duan Rong, Duan Shao liezhuan (段榮 子韶 列傳) | biografieën van Duan Rong en Duan Shao | Genoemd worden: - Duan Rong (段榮, 478-538) - Duan Shao (段韶), zoon - Duan Xiaoyan (段孝言), zoon |
| 17.  | Hulü Jin Hulü Guang Hulü Xian liezhuan (斛律金 子光 羨 列傳) | biografieën van Hulü Jin, Hulü Guang en Hulü Xian | Genoemd worden: - Hulü Jin (斛律金, 488-567) - Hulü Guang (斛律光, 515-572), zoon van Jin - Hulü Xian (斛律羨, 518-572), zoon van Jin - Hulü Ping (斛律平), oudere broer Jin |
| 18.  | Sun Teng Gao Longzhi Sima Ziru liezhuan (孫騰 高隆之 司馬子如 列傳) | biografieën van Sun Teng, Gao Longzhi en Sima Ziru | Genoemd worden: - Sun Teng (孫騰, 481-548) - Gao Longzhi (高隆之) - Sima Ziru (司馬子如, †554) |
| 19.  | He Bayun Cai Jun Han Xian Wei Zhangming Wang Huai Liu Gui Ren Yanjing Moduoluo Daiwen Gao Shigui Shidi Huiluo She Dicheng Xue Guyan Zhang Baoluo Houmochen Xiang liezhuan (賀拔允 蔡儁 韓賢 尉長命 王懷 劉貴 任延敬 莫多婁貸文 高市貴 厙狄迴洛 厙狄盛 薛孤延 張保洛 侯莫陳相 列傳)                                                             | biografieën van He Bayun, Cai Jun, Han Xian, Wei Zhangming, Wang Huai, Liu Gui, Ren Yanjing, Moduoluo Daiwen, Gao Shigui, Shidi Huiluo, She Dicheng, Xue Guyan, Zhang Baoluo en Houmochen Xiang                                           | Genoemd worden: - He Bayun (賀拔允, 487-534) - Cai Jun (蔡儁) - Han Xian (韓賢, †534) - Wei Zhangming (尉長命) - Wei Xingjing (尉興敬), zoon - Wang Huai (王懷) - Liu Gui (劉貴, †539) - Ren Yanjing (任延敬, 494-538) - Ren Zhou (任冑), zoon - Moduoluo Daiwen (莫多婁貸文) - Moduoluo Jingxian (莫多婁敬顯), zoon - Gao Shigui (高市貴) - Shedi Huiluo (厙狄迴洛) - She Dicheng (厙狄盛) - Xue Guyan (薛孤延) - Zhang Baoluo (張保洛, †560) - Qu Zhen (麴珍) - Duan Chen (段琛) - Die Sheyue (牒舍樂) - Wei Biao (尉摽) - Qifu Guihue (乞伏貴和) - Qifu Linghue (乞伏令和) - Wang Kangde (王康德) - Houmochen Xiang (侯莫陳相, 489-571) |
| 20.  | Zhang Qiong Hulü Qiangju Yao Xiong Song Xian Wang Ze Murong Shaozong Xue Xiuyi Chi Lieping Buda Hansa Murong Yan liezhuan (張瓊 斛律羌 堯雄 宋顯 王則 慕容紹宗 薛脩義 叱列平 步大汗薩 慕容儼 列傳) | biografieën van Zhang Qiong, Hulü Qiangju, Yao Xiong, Song Xian, Wang Ze, Murong Shaozong, Xue Xiuyi, Chi Lieping, Buda Hansa en Murong Yan                                                                                               | Genoemd worden: - Zhang Qiong (張瓊) - Hulü Qiangju (斛律羌舉) - Hulü Xiaoqing (斛律孝卿), zoon - Liu Shiqing (劉世清) - Yao Xiong (堯雄, 499-542) - Song Xian (宋顯) - Wang Ze (王則) - Murong Shaozong (慕容紹宗, 501-549) - Xue Xiuyi (薛脩義, 477-554) - Chi Lieping (叱列平, 504-554) - Buda Hansa (步大汗薩) - Murong Yan (慕容儼) - Di Sheyue (牒舍樂) - Fan Sheyue (范舍樂) - Shedi Fulian (厙狄伏連) |
| 21.  | Gao Gan, Feng Longzhi liezhuan (高乾 封隆之 列傳) | biografieën van Gao Gan en Feng Longzhi | Genoemd worden: - Gao Gan (高乾, 497-553) - Gao Shen (高慎), jongere broer - Gao Ang (高昂), jongere broer - Gao Jishi (高季式), jongere broer - Liu Menghuo (劉孟和) - Liu Shuzong (劉叔宗) - Liu Haibao (劉海寶) - Dong Fanglao (東方老) - Li Xiguang (李希光) - Pei Yingqi (裴英起) - Feng Longzhi (封隆之, 485-545) - Feng Hui (封繪), (klein?)zoon - Feng Xiaowan (封孝琬), zoon van achterneef - Feng Xiaoyan (封孝琰), zoon van achterneef |
| 22.  | Li Yuanzhong Lu Wenwei Li Yishen liezhuan (李元忠 盧文偉 李義深 列傳) | biografieën van Li Yuanzhong, Lu Wenwei en Li Yishen | Genoemd worden: - Li Yuanzhong (李元忠, 486-545) - Li Mi (李密) - Li Min (李愍) - Li Jingyi (李景遺) - Lu Wenwei (盧文偉, 482-541) - Lu Xunzu (盧詢祖), kleinzoon - Lu Yong (盧勇) - Li Yishen (李義深, 496-552) |
| 23.  | Wei Langen Cui Quan liezhuan (魏蘭根 崔悛 列傳) | biografieën van Wei Langen en Cui Quan | Genoemd worden: - Wei Langen (魏蘭根, 475-535) - Cui Quan (崔㥄, 494-554) - Cui Zhan (崔瞻), zoon |
| 24.  | Sun Qian Chen Yuankang Du Bi liezhuan (孫搴 陳元康 杜弼 列傳) | biografieën van Sun Qian, Chen Yuankang en Du Bi | Genoemd worden: - Sun Qian (孫搴) - Chen Yuankang (陳元康, 488-549) - Du Bi (杜弼, 491-559) |
| 25.  | Zhang Zuan Zhang Liang Zhang Yao Zhang Qi Xu Yuan Wang Jun Wang Hong liezuan (張纂 張亮 張耀 趙起 徐遠 王峻 王紘 列傳) | biografieën van Zhang Zuan, Zhang Liang, Zhang Yao, Zhang Qi, Xu Yuan, Wang Jun en Wang Hong | Genoemd worden: - Zhang Zuan (張纂, †550) - Zhang Liang (張亮) - Zhang Yao (張耀) - Zhao Qi (趙起) - Xu Yuan (徐遠) - Wang Jun (王峻, †573) - Wang Hong (王紘) |
| 26.  | Xue Chu Jing Xianjun Ping Jian liezhuan (薛琡 敬顯儁 平鑒 列傳) | biografieën van Xue Chu, Jing Xianjun, Ping Jian | Genoemd worden: - Xue Chu (薛琡) - Jing Xianjun (敬顯儁, †560) - Ping Jian (平鑒) |
| 27.  | Wan Sipu Kezhu Hunyuan Liu Feng Poliuhan Chang Jin Zuo Wei Zican liezhuan (万俟普 可朱渾元 劉豐 破六韓常 金祚 韋子粲 列傳) | biografieën van Wan Sipu, Kezhu Hunyuan, Liu Feng, Poliuhan Chang, Jin Zuo en Wei Zican | Genoemd worden: - Wan Sipu (万俟普) - Wan Luo (万洛), zoon - Kezhu Hunyuan (可朱渾元, †559) - Liu Feng (劉豐) - Poliuhan Chang (破六韓常) - Jin Zhuo (金祚) - Wei Zican (韋子粲) |
| 28.  | Yuan Tan Yuan Bin Yuan Xiaoyou Yuan Huiye Yuan Bi Yuan Shao liezhuan (元坦 元斌 元孝友 元暉業 元弼 元韶 列傳) | biografieën van Yuan Tan, Yuan Bin, Yuan Xiaoyou, Yuan Huiye, Yuan Bi en Yuan Shao | Genoemd worden de volgende nakomelingen van de Wei-dynastie: - Yuan Tan (元坦), kleinzoon van keizer Xianwen (r.465-470) van Noordelijke Wei - Yuan Bin (元斌, †553), achterkleinzoon van keizer Xianwen - Yuan Xiaoyou (元孝友), achter-achterkleinzoon van keizer Taiwu (r.423-451) van de Noordelijke Wei - Yuan Huiye (元暉業, †551), achterkleinzoon van Tuoba Huang, kroonprins Jingmu (451) van de Noordelijke Wei - Yuan Bi (元弼, †506), achterkleinzoon van Tuoba Huang - Yuan Shao (元韶, †559), neef van keizer Xiaohuang (r.528-529) van de Noordelijke Wei |
| 29.  | Li Hun Li Yu Di Jin Zu Dixiao Zheng Shuzu Zi Yuande liezhuan (李渾 李璵 弟瑾 族弟曉 鄭述祖 子元德 列傳) | biografieën van Li Hun, Li Yu, Di Jin, Zu Dixiao, Zheng Shuzu en Zi Yuande | Genoemd worden: - Li Hun (李渾) - Li Zhan (李湛), zoon - Li Hui (李繪), jongere broer - Li Gongxu (李公緒) - Li Yu (李璵, 482-553) - Zheng Shuzu (鄭述祖, 485-565) |
| 30.  | Cui Xian Gao Dezheng Cui Ang liezhuan (崔暹 高德政 崔昂) | biografieën van Cui Xian, Gao Dezheng en Cui Ang | Genoemd worden: - Cui Xian (崔暹, †559) - Gao Dezheng (高德政, †559) - Cui Ang (崔昂, 508-565) |
| 31.  | Wang Xin Wang Xi liezhuan (王昕 弟晞 列傳) | biografieën van Wang Xin en Wang Xi | Genoemd worden: - Wang Xin (王昕) - Wang Xi (王晞), jongere broer |
| 32.  | Lu Fahe Wang Lin liezhuan (陸法和 王琳 列傳) | biografieën van Lu Fahe en Wang Lin | Genoemd worden: - Lu Fahe (陸法和, †558) - Wang Lin (王琳, 526-573), generaal |
| 33.  | Xiao Yuanming; Xiao Zhi Xiao Tui Xiao Fang Xu Zhicai liezhuan (蕭明 蕭祗 蕭退 蕭放 徐之才 列傳) | biografieën van Xiao Yuanming, Xiao Zhi, Xiao Tui, Xiao Fang en Xu Zhicai | Genoemd worden de volgende leden van de keizerlijke familie van de Liang-dynastie (502-557), een van de Zuidelijke Dynastieën: - Xiao Yuanming (蕭明, †556), was keizer (r.555) van de Liang-dynastie - Xiao Zhi (蕭祗), lid van de keizerlijke familie van Liang - Xiao Tui (蕭退), kleinzoon van Xiao Shunzi (蕭順之, vader van Liang Wudi, stichter van de Liang-dynastie) - Xiao Fang (蕭放), lid van de keizerlijke familie van Liang - Xu Zhicai (徐之才, 505-572), vrouwelijke arts en geleerde, relatie met Liang-dynastie is onduidelijk. |
| 34.  | Yang Yin Yan Zixian Song Qindao Zheng Yi liezhuan (楊愔 燕子獻 宋欽道 鄭頤 列傳) | biografieën van Yang Yin, Yan Zixian, Song Qindao en Zheng Yi | Genoemd worden: - Yang Yin (楊愔, 511-560), hoge functionaris - Yan Zixian (燕子獻) - Kezhu Huntianhuo (可朱渾天和) - Song Qindao (宋欽道) - Zheng Yi (鄭頤) |
| 35.  | Pei Rangzhi Huang Fuhuo Li Gou Zhang Yanzhi Lu Ang Wang Songnian Liu Yi liezhuan (裴讓之 皇甫和 李構 張宴之 陸卬 王松年 劉禕 列傳) | biografieën van Pei Rangzhi, Huang Fuhuo, Li Gou, Zhang Yanzhi, Lu Ang, Wang Songnian en Liu Yi | Genoemd worden: - Pei Rangzhi (裴讓之) - Pei Zouzhi (裴諏之), jongere broer - Pei Yanzhi (裴讞之), jongere broer - Huang Fuhuo (皇甫和) - Li Gou (李構) - Zhang Yanzhi (張宴之) - Lu Ang (陸卬, 510-560) - Wang Songnian (王松年) - Liu Yi (劉禕) |
| 36.  | Xing Shao liezhuan (邢卲 列傳) | biografie van Xing Shao | Xing Shao (邢卲, 496-?) |
| 37.  | Wei Shou liezhuan (魏收 列傳) | biografie van Wei Shou | Wei Shou (魏收, 507-572), samensteller van het Boek van de Wei |
| 38.  | Xin Shu Yuan Wenyao Zhao Yanshen liezhuan (辛術 元文遙 趙彥深 列傳) | biografieën van Xin Shu, Yuan Wenyao en Zhao Yanshen | Genoemd worden: - Xin Shu (辛術, 500-559) - Yuan Wenyao (元文遙), nakomeling van de Noordelijke Wei-dynastie - Zhao Yanshen (趙彥深, 507-576) |
| 39.  | Cui Jishu Zu Ting liezhuan (崔季舒 祖珽 列傳) | biografieën van Cui Jishu en Zu Ting | Genoemd worden: - Cui Jishu 崔季舒, †573) - Zu Ting (祖珽) |
| 40.  | Wei Jin Feng Zicong Helian Ziyue Tang Yong Bai Jian liezhuan (尉瑾 馮子琮 赫連子悅 唐邕 白建 列傳) | biografieën van Wei Jin, Feng Zicong, Helian Ziyue, Tang Yong en Bai Jian | Genoemd worden: - Wei Jin (尉瑾) - Feng Zicong (馮子琮, 529-571), afstammeling van Feng Hong (馮弘, †438, laatste heerser (r.430-436) van Noordelijke Yan, die in 436 naar Goguryeo vluchtte) - Helian Ziyue (赫連子悅, 501-573), afstammeling van Helian Bobo, stichter van de staat Xia, een van de Zestien Koninkrijken - Tang Yong (唐邕, †580) - Bai Jian (白建, †576) |
| 41.  | Bao Xian Pi Jinghe Xianyu Shirong Qilian Meng Yuan Jing'an Dugu Yongye Fu Fu Gao Baoning liezhuan (暴顯 皮景和 鮮于世榮 綦連猛 元景安 獨孤永業 傅伏 高保寧 列傳) | biografieën van Bao Xian, Pi Jinghe, Xianyu Shirong, Qilian Meng, Yuan Jing'an, Dugu Yongye, Fu Fu en Gao Baoning | Genoemd worden: - Bao Xian (暴顯) - Pi Jinghe (皮景和, 521-575) - Xianyu Shirong, (鮮于世榮, †577) - Qilian Meng (綦連猛, †577) - Yuan Jing'an (元景安) - Dugu Yongye (獨孤永業, †580) - Fu Fu (傅伏) - Gao Baoning (高保寧, †583) |
| 42.  | Yang Fei Lu Qian Cui Jie Lu Shuwu Yang Xiuzhi Yuan Yuxiu liezhuan (陽斐 盧潛 崔劼 盧叔武 陽休之 袁聿修 列傳) | biografieën van Yang Fei, Lu Qian, Cui Jie, Lu Shuwu, Yang Xiuzhi en Yuan Yuxiu | Genoemd worden: - Yang Fei (陽斐) - Lu Qian (盧潛) - Cui Jie (崔劼) - Lu Shuwu (盧叔武, †577) - Yang Xiuzhi (陽休之, 509-582) - Yuan Yuxiu (袁聿修, 511-582) |
| 43.  | Li Zhilian Feng Shu Xu Dun Yang Lie Yuan Biao liezhuan (李稚廉 封述 許惇 羊烈 列傳) | biografieën van Li Zhilian, Feng Shu, Xu Dun, Yang Lie en Yuan Biao | Genoemd worden: - Li Zhilian (李稚廉) - Feng Shu (封述) - Xu Dun (許惇, †572) - Yang Lie (羊烈) - Yuan Biao (源彪, 521-586) |
| 44.  | rulin liezhuan (儒林 列傳) | biografieën (uit het woud) van confucianistische geleerden | Genoemd worden: - Li Xuan (李鉉) - Diao Rou (刁柔) - Feng Wei (馮偉) - Zhang Mainu (張買奴) - Liu Guisi (劉軌思) - Bao Jixiang (鮑季詳) - Xing Zhi (邢峙) - Liu Hua (劉晝) - Ma Jingde (馬敬德) - Ma Yuanxi (馬元熙), zoon - Zhang Jingren (張景仁) - Quan Hui (權會) - Zhang Sibo (張思伯) - Zhang Diao (張雕, 519-573) - Sun Linghui (孫靈暉) - Ma Zijie (馬子結) - Shi Yao (石曜) |
| 45.  | wenyuan liezhuan (文苑 列傳) | biografieën (uit de tuin) van literaten | Genoemd worden: - Zu Hongxun (祖鴻勳) - Li Guang (李廣) - Fan Xun (樊遜, †565) - Liu Ti (劉逖, 525-573) - Xun Shixun (荀士遜) - Yan Zhitui (顏之推, 531-591), kalligraaf, schilder, musicus, schrijver, filosoof en politicus. - Yuan Shi (袁奭) - Wei Daoxun (韋道遜) - Jiang Gan (江旰) - Sui Yu (眭豫) - Zhu Cai (朱才) - Xun Zhongju (荀仲舉) - Xiao Que (蕭愨) - Gu Daozi (古道子) |
| 46.  | xunli liezhuan (循吏 列傳) | biografieën van oprechte beambten | Genoemd worden: - Zhang Huayuan (張華原) - Song Shiliang (宋世良) - Shigui (宋世軌), jongere broer - Lang Ji (郎基) - Meng Ye (孟業) - Cui Boqian (崔伯謙) - Su Qiong (蘇瓊) - Fang Bao (房豹) - Lu Qubing (路去病) |
| 47.  | kuli liezhuan (酷吏 列傳) | biografieën van van meedogenloze beambten | Genoemd worden: - Di Zhen (邸珍) - Song Youdao (宋遊道) - Lu Fei (盧斐) - Bi Yiyun (畢義雲) |
| 48.  | waiqi liezhuan (外戚 列傳) | biografieën van verwanten van echtgenoten van keizers | Genoemd worden: - Zhao Meng (趙猛) - Lou Rui (婁叡, †570) - Erzhu Wenchang (尒朱文暢, 528-545) - Zheng Zhongli (鄭仲禮, †545) - Li Zusheng (李祖昇) - Yuan Man (元蠻) - Hu Zhangren (胡長仁) |
| 49.  | fangji liezhuan (方伎 列傳) | biografieën van magiërs en voorspellers | Genoemd worden: - Youwu Daorong (由吾道榮) - Wang Chun (王春) - Xin Doufang (信都芳) - Song Jingye (宋景業) - Xu Zun (許遵) - Wu Zunshi (吳遵世) - Zhao Fuhe (趙輔和) - Huang Fuyu (皇甫玉) - Xie Faxuan (解法選) - Wei Ning (魏寧) - Qimu Huaiwen (綦母懷文) - Zhang Zixin (張子信) - Ma Siming (馬嗣明) |
| 50.  | Enxing liezhuan (恩倖) | biografieën van keizerlijke gunstelingen | Genoemd worden: - Guo Xiu (郭秀) - He Shikai (和士開, 524-571), functionaris, nauw verbonden met Gao Zhan (keizer Wucheng (r.561-564) - Mu Tipo (穆提婆, 527-577), functionaris, nauw verbonden met Gao Wei (r.565-577) - Gao Anagong (高阿那肱, †580), functionaris, nauw verbonden met Gao Wei - Han Feng (韓鳳, of Han Zhangluan, 韓長鸞), nauw verbonden met Gao Wei - Han Baoye (韓寶業) - Lu Lecha (盧勒叉) - Qi Shaodeng (齊紹等) - Chen Shandi (陳山提) - Ge Fengyue (蓋豐樂) - Liutao Zhideng (劉桃枝等) - He Hai (何海) - He Hongzhen (何洪珍) - Xue Rongzong (薛榮宗) |

## Chinese tekst

### Tekst in klassiek Chinees
De Zhonghua-uitgave van de Vierentwintig Geschiedenissen is de meest gebruikte uitgave. De teksten zijn voorzien van leestekens, ingedeeld in paragrafen en geschreven in traditionele karakters. Zowel van de oorspronkelijke als van de herziene uitgave zijn talrijke herdrukken verschenen, die onderling op details kunnen afwijken.
- 李百藥, 《北齊書》(50卷), 北京 (中華書局), 1972 (Li Baiyao, Beiqishu (50 juan), Beijing (Zhonghua shu ju), 1972), 2 delen, 698 pp. Herziene herdruk 1999, ISBN 9787101021288.

De Zhonghua-uitgave is ook digitaal beschikbaar via het project Scripta Sinica van de Academia Sinica, Taipei (zie: externe links).

### Tekst in hetbaihuawen
- 黄永年, 《北齊書選譯》, 成都 (巴蜀書社) 1991, (Huang Yongnian, Bei Qi shu xuanyi, Chengdu (Ba Shushushe) 1991), ISBN 9787805233581. Herdruk 2011 (ISBN 9787550603417).

Gedeeltelijke vertaling. Het werk is uitgegeven in vereenvoudigde Chinese karakters.

## Vertalingen
Er is geen volledige vertaling van Beiqishu in westerse talen. Wel zijn er vertalingen van losse hoofdstukken, waaronder:
- Dien, Albert E. Pei Ch'i Shu 45. Biography of Yen Chi-t'ui, Bern (Peter Lang) 1976. ISBN 3261017562 (Würzburger Sino-Japonica No. 6).

Vertaling van de biografie van Yan Zhitui (531-591), onderdeel van juan 45.
- Jamieson, John Charles. The Biography of Wei Shou, Berkeley (University of California Press) 1964.

Vertaling van juan 37.

## Geraadpleegde literatuur
- (en)  Klein, Kenneth, Bei Qi Shu in: Chennault, Cynthia L. e.a. (eds.), Early Medieval Chinese Texts. A Bibliographical Guide, Berkeley (Institute of East Asian Studies) 2015, (China Research Monograph 71), ISBN 978-9-00419-240-9, pp. 13-17.
- (en)  Knechtges, David R., Bei Qi shu (History of the Northern Qi) in: Knechtges, David R. en Chang Taiping (red.), Ancient and Early Medieval Literature. A Reference Guide (Handbuch der Orientalistik; 4. Abt., China; vol.25/1), Leiden (Brill) 2014, deel I, ISBN 978-90-04-19127-3, pp. 37-38.